# Conchocarpus hirsutus
Conchocarpus hirsutus är en vinruteväxtart som beskrevs av J. R. Pirani. Conchocarpus hirsutus ingår i släktet Conchocarpus och familjen vinruteväxter. Inga underarter finns listade i Catalogue of Life.